# یوژماش‌اویا
یوژماش‌اویا (به انگلیسی: Yuzhmashavia) یک شرکت هواپیمایی است که در تاریخ ۱۹۸۵ میلادی تأسیس شده است. دفتر مرکزی یوژماش‌اویا در دنیپروپتروفسک، اوکراین واقع شده‌است.